# اچ‌ام‌اس انکرایت (پی۴۲۲)
اچ‌ام‌اس انکرایت (پی۴۲۲) (به انگلیسی: HMS Anchorite (P422)) یک زیردریایی بود که طول آن ۲۹۳ فوت ۶ اینچ (۸۹٫۴۶ متر) بود. این زیردریایی در سال ۱۹۴۶ ساخته شد.